# アダム・マジーナ
アダム・マジーナ（Adam Masina, 1994年1月2日 - ）は、モロッコ・クーリブカ出身のサッカー選手。モロッコ代表。ポジションはDF。トリノFC所属。

## 経歴

### クラブ
モロッコ北部のクーリブカでモロッコ人の両親の元に生まれ、ボローニャFCの下部組織で育成された。2014年10月12日のUSラティーナ・カルチョでプロデビュー。トップチームに5シーズン在籍し、公式戦141試合で4ゴール7アシストを記録した。
2018年7月2日、イングランド・プレミアリーグのワトフォードFCと5年契約を結び完全移籍を果たした。
2022年7月18日、ウディネーゼ・カルチョへ完全移籍。3年契約を結んだ。
2024年2月1日、トリノFCに買取オプション付きでレンタル移籍。2024年6月14日、買取オプションが行使され完全移籍となり、2年契約を結んだ。

### 代表
モロッコ人の両親を持つが、2015年時点ではイタリア代表入りを希望しており、モロッコ代表からの招集を拒否しU-21イタリア代表の招集に応じていた。
2021年3月、アフリカネイションズカップ2021予選に臨むモロッコ代表に招集され、3月26日のモーリタニア戦でA代表デビューを果たした。
アフリカネイションズカップ2021では5試合に出場し、チームのベスト8進出に貢献した。
しかし同年8月にヴァイッド・ハリルホジッチ監督が解任され、ワリド・レグラギ監督が就任してからはヌサイル・マズラウィをファーストチョイスに置いたことで招集されなくなり、2022 FIFAワールドカップを戦うA代表のメンバーに選出されなかった。